# Pro Familia Schweiz
Pro Familia Schweiz (PFS) ist der nationale Dachverband der Familienorganisationen in der Schweiz und eine zentrale Anlaufstelle für Familienpolitik. Dem Verein mit Hauptsitz Bern sind 5 Sektionen sowie rund 50 Mitgliedsorganisationen angeschlossen.

## Geschichte

### Gründung und erste Jahre 1942–1946
Pro Familia Schweiz wurde am 27. April 1942 mit Sitz in Luzern gegründet. Anlass dafür war die Empfehlung des Bundesrates Philipp Etter an der ersten schweizerischen Konferenz zum Schutz von Volk und Familie zwei Jahre zuvor, dass die Familienorganisationen sich zusammenschliessen sollen.
Als erster Präsident wurde Albert Studer-Auer gewählt, der während der 1930er-Jahre die treibende Kraft in Sachen Familienpolitik war. Der damalige Fokus des Verbandes war die Förderung einer Wirtschaftspolitik und Sozialpolitik, die ausreichende Kinder- und Familienzulagen, familienfreundliche Wohnungspolitik und Besteuerung, Schutz der Mutterschaft und Verbilligung der öffentlichen Transporte garantierte.
1946 wurde Paul Zigerli zum neuen Präsidenten gewählt, mit dem Zweck, die konfessionelle und politische Neutralität des Verbandes besser zu gewährleisten. Im gleichen Jahr setzte sich Pro Familia Schweiz für die Annahme der AHV ein.

### Mutation zum Dachverband und Ausbau 1947–1973
1947 wurde Pro Familia Schweiz zum Dachverband der Familienorganisationen in der Schweiz, indem er zahlreiche Mitgliedsorganisationen aufnahm. Zwei Jahre später folgten die ersten Bundessubventionen in der Höhe von CHF 3'000.
Zwischen 1952 und 1973 war Walter Ackermann Präsident der Pro Familia Schweiz. Er öffnete den Dachverband den neuen Strömungen und der Verband wurde weiter ausgebaut. 1955 präsentiert PFS ein umfassendes Programm zur Familienpolitik in der Schweiz. Dies bildete ein Novum in der Schweiz und so blieb es bis in die 1980er-Jahre das kohärenteste Dokument der schweizerischen Familienpolitik. Zusätzlich dazu initiierte Pro Familia Schweiz in den 1960er-Jahren wissenschaftliche Untersuchungen der Lebensrealitäten der Familien und verlang die Schaffung einer Zentralstelle für Familienfragen auf Bundesebene.

### Veränderungen innerhalb des Verbandes 1973–1983
Zwischen 1973 und 1983 war Nationalrätin Hedi Lang Präsidentin. Unter ihrem Präsidium öffnete sich PFS allen Familienformen.
Auch in der Organisation des Verbandes gab es einige Änderungen und so verlagerten sich die Aktivitäten von Pro Familia Schweiz. PFS wurde nun zur Dokumentations- und Koordinationsstelle für die Mitgliedsorganisationen. Die 1970er-Jahre waren zudem geprägt von internen Schwierigkeiten: die politischen Themen Schwangerschaftsabbruch, Elternurlaub und Mutterschaftsversicherung wurden zur Zerreissprobe für den Dachverband.
Lang übergab 1983 das Präsidium an Nationalrat Vital Darbellay.

### Familiencharta und IYF 1983–1995
Unter der Leitung von Vital Darbellay bildeten sich im Dachverband neue Strukturen und es wurden Themen erarbeitet, die von den Mitgliedsorganisationen getragen wurden. 1989 wurde der Hauptsitz von Luzern nach Bern verlegt.
1992 feierte Pro Familia Schweiz ihr 50-jähriges Bestehen im Rahmen einer Delegiertenversammlung. Zu diesem Anlass wurde auch eine Familiencharta verabschiedet. Sie beschrieb das Leitbild der zukünftigen Familienpolitik in der Schweiz aus damaliger Sicht und thematisierte unter anderem Unterhaltskosten für Kinder, die wirtschaftliche Sicherheit der Familien und die Vereinbarkeit von Beruf und Familie. Im gleichen Jahr übertrug der Bund die Koordination und Gestaltung des Internationalen Jahres der Familie 1994 dem Dachverband Pro Familia Schweiz. Ein Jahr später, 1993, wurde zu diesem Zweck eine nationale Kommission für das Internationale Jahr der Familie (IYF) unter der Leitung von Bundesrätin Ruth Dreifuss geschaffen. Gleichzeitig verstärkte PFS ihre konzeptuellen Aktivitäten, die überparteilichen, politischen Arbeiten sowie die Begleitung der parlamentarischen Arbeit insgesamt.
Ebenfalls 1993 veröffentlichte Pro Familia Schweiz die Studie «Vereinbarkeit der Familien- und Berufswelt».
1994 gelang schliesslich die erfolgreiche Durchführung des Internationalen Jahres der Familie mit einer eigenen Wanderausstellung zum Thema «Familien heute» sowie zahlreichen weiteren Veranstaltungen. Ausserdem veröffentlicht PFS eine Studie zum Wert der unbezahlten Arbeit.

### Neuausrichtung 1995–1999
1995 trat Vital Darbellay zurück, an seiner Stelle wurde Nationalrätin Ruth Grossenbacher-Schmid Präsidentin. Gleichzeitig wurde die nationale Kommission für das IYF aufgelöst.
Der Wechsel im Präsidium führte zu einer neuen inhaltlichen Ausrichtung im Jahr 1996. Zentral wurde die wirtschaftliche Sicherung der Familie, die Vereinbarkeit von Familie und Beruf für Väter und Mütter, die Auswirkungen der Familiengründung auf den Lebensstandard und die Auswirkungen der Erwerbslosigkeit und der Armut auf Familien.
1997 führte PFS eine Analyse zum Diskriminierungspotential im Bereich der Sozialversicherungen durch und bereitete die Studie «Familienpolitik und Zukunft der sozialen Sicherheit» vor. Der Dachverband kämpfte jedoch mit existentiellen Schwierigkeiten, denn die Mitgliederbeiträge erlaubten keine professionelle Infrastruktur. Es wurde deshalb intensiv nach tragbaren Lösungen gesucht.
Trotz einer grossen Kampagne in der Deutschschweiz zur Vereinbarkeit von Familie und Beruf sowie die Veröffentlichung einer Werkmappe zum Thema «Beruf und Familie partnerschaftlich anpacken» im Jahr 1999 war die finanzielle Situation für PFS weiterhin prekär. Nach intensiven Diskussionen über die Auflösung der Dachorganisation wurden an der Delegiertenversammlung neue Finanzierungsmodelle beschlossen. Im selben Jahr veröffentlichte PFS den ersten Bericht zur Situation der Kinderkosten in der Schweiz.

### 2000–2006
Im Jahr 2000 organisierte Pro Familia Schweiz eine Fachtagung zur Steuerpolitik und forderte einen Systemwechsel: von der Ehepaarbesteuerung zur Familienbesteuerung mit der Übernahme des Familiensplittingmodells. Auch wurde eine konsequente Entlastung der Familien mit tiefem Einkommen gefordert und es fanden Fachgespräche über die verschiedenen Modelle der familienergänzenden Kinderbetreuung statt.
Ein Jahr später lancierte Pro Familia Schweiz eine Kampagne zum Thema «Familienfreundliche Unternehmen», wobei ein Leitfaden auf der Basis einer Umfrage bei 4'500 Unternehmen aus der ganzen Schweiz erarbeitet wurde.
Ebenfalls 2001 trat Grossenbacher-Schmid nach sieben Jahren im Amt zurück. Sie hatte in dieser Zeit der Familienpolitik zum Durchbruch verholfen und einen wesentlichen Beitrag zur Versachlichung der Familienpolitik geleistet. Neu übernahmen Ständerätin Michèle Berger-Wildhaber und Nationalrätin Jacqueline Fehr das Amt als Vizepräsidentinnen. Ab 2002 besass Berger-Wildhaber das Präsidium alleine.
Anlässlich des 10-jährigen Jubiläums des Internationalen Jahres der Familie führte Pro Familia Schweiz 2004 eine nationale Plakatkampagne zu, Thema «Generationenbeziehungen und Dialog zwischen den Generationen» durch. Diese basierte auf einer davor durchgeführten Fachtagung sowie einer Publikation zum selben Thema.
Zudem veröffentlichte PFS 2004 die überarbeitete Fassung der 1992 veröffentlichten Familiencharta. Im Jahr darauf führte PFS eine Präsidententagung zum Thema Perspektive Familienpolitik durch und erarbeitete Leitlinien für die Umsetzung der revidierten Familiencharta.

### Strukturelle Änderungen 2006–2017
Zwischen 2006 und 2017 war Laurent Wehrli Präsident. Dieser war bis anhin Präsident der Sektion Pro Familia Vaud.
2010 gab sich der Dachverband neue Strukturen und unterzeichnet erstmals Unterleistungsverträge mit Mitgliedsorganisationen mit dem inhaltlichen Ziel, das Thema «Stärkung der Elternkompetenzen» zu fördern.
Per 1. Dezember 2015 trat Philippe Gnaegi die Nachfolge von Nationalrätin Lucrezia Meier-Schatz als neuen Geschäftsführer an.
2017 wurde Nationalrätin Valérie Piller Carrard Präsidentin der Pro Familia Schweiz.

### Tätigkeit seit 2017
2017 feierte Pro Familia Schweiz ihr 75-jähriges Bestehen. Bundesrat Alain Berset würdigte in diesem Rahmen das Engagement von PFS und skizzierte die Herausforderungen in der Sozialpolitik. Im gleichen Jahr erschien die «Studie zur Arbeitszufriedenheit von Müttern», bei der Pro Familia Schweiz rund 500 erwerbstätige Frauen aus der Schweiz mit einem oder mehreren Kindern befragt hatte. Die Ergebnisse zeigten, dass 70 % der befragten Frauen ihren Beschäftigungsgrad erhöhen würden, vorausgesetzt die Rahmenbedingungen wären besser.
Am 27. September 2020 wurde die Eidgenössische Volksabstimmung über den Vaterschaftsurlaub angenommen. Der Verein «Vaterschaftsurlaub jetzt!», unter welchem die Dachverbände Travail.Suisse, männer.ch, Alliance F und Pro Familia Schweiz zusammengeschlossen waren, hatte massgeblich dazu beigetragen.
Anlässlich des 80-jährigen Jubiläums von Pro Familia Schweiz fand von September bis Dezember 2022 im Warenhaus Loeb in Bern eine Bilderausstellung zum Thema «Entwicklung der Familien in den letzten 150 Jahren» statt. Die Ausstellung wurde von Pro Familia Svizzera Italiana übernommen und 2024 im Tessin ausgestellt.
Am 4. April 2023 lancierten Pax und Pro Familia Schweiz das erste Schweizer Familienbarometer. Die Erstausgabe zeigte, dass obschon die Zufriedenheit mit dem eigenen Familienleben hoch ist, eine Mehrheit fürchtet, dass sich die allgemeine Situation für Familien in der Schweiz in den nächsten Jahren verschlechtern wird.
Am 15. Mai 2023 zeichnete Pro Familia Schweiz die familienfreundlichsten Unternehmen der Schweiz der letzten vier Jahre mit dem «Family Score Award 2023» aus. Der Bundesrat Alain Berset überreichte den Award an die jeweils drei besten Unternehmen aus vier Kategorien (Grossunternehmen, KMU, Verwaltungen und Non-Profit-Organisationen).
Ebenfalls 2023 rief PFS die Plattform «Beispiele Guter Praxis» ins Leben, um Unternehmen, öffentliche Verwaltungen und NPOs bei der Massnahmenumsetzung zur Förderung der Work-Life-Balance zu unterstützen.

### 2025
Im April 2025 hat Eva-Maria Kaufmann die Leitung von Pro Familia Schweiz übernommen. Sie folgte damit auf Dr. Philippe Gnaegi, der per 31. März 2025 in den Ruhestand trat. Aktuell vertritt er die World Family Organization bei den Vereinten Nationen.

## Leitbild
Pro Familia vernetzt Familien- und Elternorganisationen in der Schweiz sowie die kantonalen Pro-Familia-Sektionen, um Familien zu unterstützen. Der Dachverband fördert die Familienpolitik in der Schweiz.
Pro Familia Schweiz arbeitet mit Unternehmen, Experten aus der Wirtschaft, Wissenschaft und Politik zusammen. Sie helfen Unternehmen und öffentlichen Stellen dabei, familienfreundliche Bedingungen zu schaffen. Wichtige Themen sind die Vereinbarkeit von Familie und Beruf, das Miteinander der Generationen, der Wiedereinstieg von Müttern ins Arbeitsleben, Familien in Armut, Familien mit Behinderung und die Frühförderung.
Pro Familia Schweiz ist ein gemeinnütziger Verein und ist politisch sowie konfessionell unabhängig.

## Organisationsstruktur
Pro Familia Schweiz wurde 1942 als Verein gegründet und ist steuerbefreit. PFS ist eine Non-Profit-Organisation. Der Hauptsitz von PFS befindet sich seit 1989 in Bern.
Seit 2025 ist Eva-Maria Kaufmann die Direktorin von Pro Familia Schweiz und seit 2017 präsidiert Nationalrätin Valérie Piller Carrard den Vorstand von Pro Familia Schweiz. Dieser setzt sich wie folgt zusammen:
- Valérie Piller Carrard (Präsidentin): Nationalrätin SP[28]
- Prisca Koller: Regisseurin ZHdK, Alt-Kantonsrätin in Zürich[6]
- Lucius Dürr: Consultant und Wirtschaftsvertreter[6]
- Oliver Hunziker: Präsident Verein für elterliche Verantwortung VeV Schweiz[6][29]
- Valérie Borioli Sandoz: Leiterin Gleichstellungspolitik, Mitglied der Geschäftsleitung von Travail.Suisse[30]
- Michela Trisconi: Direktorin von Pro Familia Svizzera Italiana[31]

Pro Familia Schweiz ist in der gesamten Schweiz tätig. Aktuell gehören fünf regionale Antennen zu PFS, die auf kantonaler Ebene ähnliche Aufgaben wie der nationale Dachverband erfüllen und zudem als Bindeglied zu den verschiedenen Sprachregionen fungieren.
- Pro Familia Basel Regio (seit 2019)
- Pro Familia Fribourg[32][33]
- Pro Familia Ostschweiz[34][35]
- Pro Familia Svizzera Italiana (seit 2019)[31]
- Pro Familia Vaud (seit 1923)[7][36]

## Tätigkeitsgebiete und Schwerpunkte

### Fachtagungen
Pro Familia Schweiz organisiert regelmässig Fachtagungen in Kooperation mit der Universität Freiburg. Zu folgenden Themen fanden Tagungen statt:
- 2024: «Le harcèlement scolaire»[37]
- 2023: «L’enfant au coeur des parentalités»[38]
- 2022: «Education à la parentalité – Parents normés ou parents différents?»[39]
- 2022: «L’enfant-l’élève au coeur du monde digitalisé: Soutien à la parentalité - Rôle de l’école»[40]
- 2019: «Faut-il socialiser les enfants de 0-4 ans? Affaire privée ou mission publique?»[41]
- 2018: «Enfant, carrière et santé: Retour sur le marché de travail»
- 2017: «Soutien aux proches-dépendants»

### Familienbarometer
2023 und 2024 gaben Pax, ein Lebensversicherer, und Pro Familia Schweiz einen Familienbarometer heraus. Es soll zeigen, wie Familien in der Schweiz aktuell leben und wie sich ihre Situation über die Zeit verändert. Das Barometer soll jedes Jahr erstellt werden und Daten für Diskussionen über Familien- und Sozialpolitik sowie für Unternehmen anbieten.
Der Familienbarometer 2024 legte dar, dass mehr als die Hälfte der Familien in der Schweiz finanzielle Probleme hätten, was für Aufmerksamkeit in den Medien sorgte. Es entstand eine öffentliche Debatte über die Neutralität und Repräsentativität der Umfrage. Ausserdem wichen die Ergebnisse von den Daten des Bundesamtes für Statistik ab, die besagen, dass nur 11 Prozent der Haushalte mit Kindern Schwierigkeiten haben, über die Runden zu kommen. Eine Einschätzung des SRF belegte jedoch, dass beide Studien seriös sind, jedoch einen unterschiedlichen Fokus haben, wodurch die Studien nicht vergleichbar sind. Ein weiterer Faktor ist hier der Zeitpunkt der Datenerhebung: Die Erhebung des BFS fand 2022 statt, die des Familienbarometers hingegen 2023.

### Kantonale Umfragen zur Vereinbarkeit in Zusammenarbeit mit den regionalen Gleichstellungsbüros
Ein Hauptziel von Pro Familia Schweiz ist es, Unternehmen und Verwaltungen dabei zu helfen, familienfreundliche Bedingungen zu schaffen. Gemeinsam mit den lokalen Gleichstellungsbüros hat Pro Familia Schweiz in den letzten Jahren mehrere Umfragen zur «Vereinbarkeit von Beruf und Familie in Unternehmen» in den Kantonen Wallis, Genf, Waadt und Neuenburg durchgeführt.

### Family Score
Pro Familia Schweiz bietet Unternehmen die Möglichkeit, ihre Familienfreundlichkeit testen und bewerten zu lassen. Der «Family Score» ist eine Umfrage unter Mitarbeitenden, die wissenschaftlich entwickelt wurde und die Familienfreundlichkeit eines Unternehmens auf einer Skala von 0 bis 100 bewertet. Mitarbeitende können anonym einen Online-Fragebogen ausfüllen, um ihre Erwartungen und Bedürfnisse zur Vereinbarkeit von Beruf und Familie mitzuteilen sowie das vorhandene Angebot des Arbeitgebers zu bewerten. Unternehmen, die 60 Punkte oder mehr erreichen, gelten als familienfreundlich und dürfen drei Jahre lang das Gütesiegel «familienfreundliches Unternehmen» von Pro Familia Schweiz tragen.

### Best Practices
Pro Familia Schweiz publiziert seit 2022 Best-Practice-Modelle auf ihrer Webseite. Das Ziel dieser Plattform ist es, den Austausch zwischen den Unternehmen zu ermöglichen, gemachte Erfahrungen zu teilen und das eigene Wissen rund um die Einführung familienfreundlicher Arbeitsbedingungen zu verbreiten.

### Parlamentarische Gruppe Familienpolitik
Pro Familia Schweiz führt das Sekretariat der Parlamentarischen Gruppe Familienpolitik und organisiert in diesem Rahmen zweimal jährlich ein Treffen. Zum Co-Präsidium der Parlamentarischen Gruppe Familienpolitik zählen aktuell Nationalrätin Valérie Piller Carrard (SP), Nationalrat Laurent Wehrli (FDP) sowie Nationalrat Philipp Kutter (Mitte).

## Publikationen
- Schweizer Familienbarometer: Was Familien in der Schweiz bewegt. (jährlich)
- Philippe Gnaegi: Familienpolitik in der Schweiz. Schulthess Verlag 2021[48]
- Studie zur Arbeitszufriedenheit von Müttern. 2020
- Philippe Gnaegi: Karriereunterbrüche: Wirtschaftliche Folgen und Lösungen. In: Soziale Sicherheit CHSS 3/2019[49]
- Jean-Pierre Fragnière und Philippe Gnaegi: Générations solidaires. Editions Socialinfo, Lausanne 2018[50]
- Philippe Gnaegi: Kosten-Nutzen-Analyse einer familienfreundlichen Unternehmenspolitik. 2018[51]